# 吉田直輔
吉田 直輔（よしだ ただすけ、1978年5月6日 - ）は、日本の男性総合格闘家。現在はパーソナルトレーナー。青森県三沢市出身。パーソナルジムYOSHIDA GYM 主宰。元自衛隊体育学校レスリング班所属、元和術慧舟會A-3所属。
レスリングで培ったテイクダウンを得意とし、馬乗りからのパウンドを得意とする。リングネームは「ヨシロックT」。勝ち負けすべてでKO、TKO、一本という判定無しの戦いが特徴。

## 来歴
小学校は野球、中学から柔道、高校1年生の秋からレスリングを始める。社会人では自衛隊体育学校レスリング班に所属。和術慧舟會A-3で総合格闘技を始めた。
2000年12月23日、レスリング全日本選手権（男子グレコローマン）4位。
2005年2月13日、パンクラスゲート×2で秋山裕宏と対戦し、1R肩固めで一本勝ち、12月23日、潮田健志と対戦し、1R腕ひしぎ十字固めで一本勝ち、2006年8月13日、平野厚雄と対戦し、2Rアームロックで一本勝ち、パンクラスゲート×2で3連勝を収めた。
2006年10月25日、パンクラスゲートで市川ランデルマンと対戦し2R腕ひしぎ十字固めで一本勝ち、プロデビューへ繋いだ。
2006年12月2日、パンクラスで和田拓也を相手にプロデビュー。1Rチョークスリーパーで一本負け。
2007年2月28日、パンクラスで小路伸亮と対戦し、2R膝蹴りでKO勝ち。
2007年5月6日、パンクラス第13回『ネオブラッド・トーナメント』ウェルター級準決勝でTOSHIと対戦し、1RマウントパンチでTKO勝ち。7月27日、決勝戦で高田谷悟と対戦し、1RパウンドでTKO勝ち。ネオブラッド・トーナメント優勝、MVPを受賞した。
現役引退後はパーソナルトレーニングジムを経営し、郷ひろみの専属トレーナーとしてサポート。キックボクサーの山内佑太朗や郷州征宜、総合格闘家の井上学のフィジカルトレーナーを行っていた。
2010年パーソナルトレーナーとしてNEXTトレーナーオブザイヤーMVPを受賞した。
2015年8月23日、東京ボディビル選手権大会、第一回男子フィジークに出場し2位となった。

## TV・CM出演
2006年4月12日、アサヒ飲料「WANDA100年BLACK」のCМにボクサー役で出演。
2020年7月1日、郷ひろみのパーソナルトレーナーとして「ホンマでっか！？TV」に出演。
2020年10月9日、郷ひろみのパーソナルトレーナーとして「中居正広のキンスマスペシャル」に出演。

## 学会発表
2020年1月11日、第54回日本成人病(生活習慣病)学会学術集会で、「医療連携型ホームフィットネスによる生活習慣病改善の取り組み」をテーマに発表した。

## 戦績

### プロ総合格闘技
| 総合格闘技 戦績 | 総合格闘技 戦績 | 総合格闘技 戦績 | 総合格闘技 戦績 | 総合格闘技 戦績 | 総合格闘技 戦績 | 総合格闘技 戦績 |
| --------------- | --------------- | --------------- | --------------- | --------------- | --------------- | --------------- |
| 4 試合          | (T)KO           | 一本            | 判定            | その他          | 引き分け        | 無効試合        |
| 3 勝            | 3               | 0               | 0               | 0               | 0               | 0               |
| 1 敗            | 1               | 1               | 0               | 0               | 0               | 0               |

| 勝敗 | 対戦相手 | 試合結果                    | 大会名            | 開催年月日 |
| ○    | 高田谷悟 | 1R 3：12 TKO パウンド       | パンクラス 決勝戦 | 2007.07.27 |
| ○    | TOSHI    | 1R 3：11 TKO マウントパンチ | パンクラス 準決勝 | 2007.05.06 |
| ○    | 小路伸亮 | 2R 2：06 KO 膝蹴り          | パンクラス        | 2007.02.28 |
| ×    | 和田拓也 | 1R 4：22 チョークスリーパー | パンクラス        | 2007.07.27 |

### アマチュア総合格闘技
| 勝敗 | 対戦相手         | 試合結果                  | 大会名             | 開催年月日 |
| ○    | 市川ランデルマン | 2R 0：41 腕ひしぎ十字固め | パンクラス         | 2006.10.25 |
| ○    | 平野厚雄         | 2R 0：50 アームロック     | パンクラスゲート×2 | 2006.08.13 |
| ○    | 潮田健志         | 1R 1：16 腕ひしぎ十字固め | パンクラスゲート×2 | 2005.12.23 |
| ○    | 秋山裕宏         | 1R 2：46 肩固め           | パンクラスゲート×2 | 2005.02.13 |

## 獲得タイトル
パンクラス第13回ネオブラッド・トーナメント ウェルター級 優勝　MVP（2007年）